# Fear Effect
Fear Effect — экшн-игра для PlayStation. Была разработана Kronos Digital Entertainment и издана Eidos Interactive в 2000 году.
Сюжет касается трех преступников по имени Hana, Deke и Glas, которые пытаются вернуть пропавшую дочь богатого китайского бизнесмена. Игра представляет собой набор приключений киберпанка в футуристическом Китае, основная сюжетная линия Fear Effect также включает элементы китайской мифологии.

## Сюжет
Действия происходят в Гонконге в 2052 году. Игра начинается с заставки в китайском аду, на котором некая толпа гробовщиков несёт гроб и мемориальные памятки девушки по имени Ви Минг. Тут же рядом с ними идёт сама Ви Минг, при этом ведя свой мысленный монолог. Тут же девушка останавливается, а сзади неё подходит таинственный мужской силуэт с ножом в руках. Тихо подкрадываясь, таинственная личность хватает молодую девушку и перерезает ей ножом горло, после чего та без сознания падает.
Начинается флешбэк за 24 часа до событий пролога. Хана и Глас добираются до здания Лама чтобы найти их информатора Дзина, у которого есть информация по поводу последнего пребывания дочери мистера Лама, Ви Минг, за которую герои охотятся, чтобы потребовать у её отца выкуп в размере 90 миллионов долларов, что позволит Хане освободиться от контракта с триадами и получить долгожданную свободу.
Прибыв в здание, Хана направляется к месту встречи с Дзином, при этом на пути убивая охрану Лама. Добравшись до комнаты охраны, Хана видит через камеру, что Дзина поймали и пытают в одной из комнат люди Лама. Хана находит карту от комнаты, где держат её информатора, после чего врывается туда и убивает людей Лама. Однако до этого они успели установить на Дзине бомбу С-4, которую Хана с лёгкостью обезвреживает. Дзин говорит Хане, что лейтенант триад забрал у него ключ от камеры с его файлом ещё во время поимки. Тут же врывается лейтенант и застреливает Дзина. Хана бежит за ним следом и, убивая по пути ещё людей Лама, наталкивается на него и убивает, после чего забирает ключ. Получив файл от покойного информатора, Хану застают врасплох. Глас тем временем отправляется следом за своей напарницей, и его настигает вертолёт, от которого ему приходится бежать. Оторвавшись от опасности в воздухе Глас падает в яму. Услышав этот шум, Хана смогла вырваться из плена, однако на другом углу её настигает мистер Лам и её люди. Упав на металлическую трубу, Глас идёт дальше, однако вновь он нарывается на вертолёт с людьми Лама. Используя китайские вывески, Гласу удаётся уничтожить двигатель вертолёта и тот разбивается об землю. Дойдя до места где схватили Хану, Глас освобождает свою напарницу и захватив вражеский вертолёт парочка сбегает, прихватив то за чем они пришли. В это время Дик, также напарник Гласа и Ханы, выходит из отеля где прибывшие друзья из западни Лама забирают его с собой. В автомобиле компаньоны смотрят файл Дзина с видеозаписью о возможном местонахождении Ви Минг и обсуждают о дальнейших действиях. Решив все вопросы, неожиданно их машину таранят люди Лама и сбрасывают в реку, однако друзья успевают спастись сев на лодку.
Приплыв в пригородный посёлок, напарники замечают Ви Минг около пристани, однако она сразу же исчезает. Глас и Дик бегут за ней следом, а Хана идёт по другому пути при этом сталкиваясь с похожими на зомби жителями деревни. Дик разделяется с Гласом, он убивает несколько громил и проклятых жителей. Хана настигает на армейский поезд, который должен был привезти припасы для деревни в тот момент. Хана вновь попадает в плен к одному из солдат, но её спасает Дик, после чего он решает взглянуть на содержимое поезда. Дойдя до вагона с оружием Дик наталкивается на камикадзе которого он сразу же убивает. Глас в это время настигает Ви Минг и та в свою очередь заключает с ним сделку, касающиеся происхождения этих странных явлений. Дик уничтожает поезд чтобы остальные смогли переправиться на другую сторону реки. Герои вновь воссоединяются, и забирают Ви Минг, но та в свою очередь просит их отвезти её к мадам Чэн, так как по её мнению она единственная кто может объяснить все эти странные явления которые здесь произошли. Герои недолго думая соглашаются.
Приехав в бордель, принадлежащий мадам Чэн, Глас и Ви Минг идут внутрь, в то время как Хана и Дик остаются снаружи, так как Хана раньше была одной из проституток мадам Чэн и чтобы её не узнали. Найдя мадам Чэн, Глас и Ви Минг попадают в ловушку самой Чэн и Лама, который знал что его дочь придёт именно сюда. Гласа запирают в складе продуктов, однако хитростью ему удаётся вырваться из плена. Дик, понимая что Глас попал в плен к триадам, через крышу вламывается в бордель, а Хана заходит через главные двери благодаря Гласу, где находит одежду «ночной бабочки» и отправляется на поиски Ви Минг. Глас, пытаясь спасти Ви Минг от её же отца, убивает триад и спасает одну из проституток борделя, однако позже он сталкивается с самим Ламом и тот катаной лишает его руки. В это время Дик решив множество головоломок добирается до покоев мадам Чэн, где та его убивает и сбрасывает его труп рядом с Ви Минг, которая тут же неосознанно превращает всех проституток в демонесс. Хана, пытаясь найти и спасти Ви Минг, сталкивается с этими демонессами и с лёгкостью расправляется с ними. Дойдя до морозильной камеры, Хана застаёт там повисшего на крючке и лишённого своей руки Гласа, решив что он уже мёртв, девушка клянётся отмстить. Дойдя до покоев мадам Чэн, Хана вступает с ней в схватку, из которой она выходит победительницей и тем самым освободив Ви Минг. Чэн изчезает и за ней образуется гигантская яма в китайский ад. Ви Минг собирается пойти туда чтобы встретиться с королём ада Им Лао Вонгом, так как он её последняя надежда на раскрытие всех вопросов, касающиеся её демонических способностей.
Хана и Ви Минг спускаются в ад, где они вынуждены разделиться так как Ви Минг падает с обрыва в демоническое озеро и оно утаскивает её в самую глубину. Во время повторных поисков дочери Лама, Хана вновь сталкивается, уже закованной в цепях, мадам Чэн. Чэн просит Хану найти её дочь и отдать её куклу, взамен обещая указать на местонахождение потерянной девушки. Хана находит дочь Чэн, в которой она узнаёт маленькую себя в возрасте пяти лет. Маленькая Мей Юн (этот аллипс дала ей Чэн когда Хана стала её приёмной дочерью и одной из проституток её борделя), просит покрутить циферблат, который показывает возраст самой Ханы(18 лет-юность, 35 лет — зрелость и 88 лет — старость). Хана возвращается к Чэн и та сдерживает обещание. Напоследок Чэн предупреждает Хану о могуществе которым обладает Им Лао Вонг и что Ви Минг сейчас у него, и что ей будет трудно одолеть «короля ада». В это время, Глас, которого все считали уже мёртвым пробуждается в морозильной камере где его оставил Лам, после чего направляется вслед за Ханой в ад. В самом аду Глас сталкивается с разъярённым призраком Дика, который обвиняет его в своей смерти, после чего атакует своего бывшего напарника. Убив Дика в облике демона, бывший военный клянётся отомстить за друга. Глас решает найти и убить Ви Минг, так как считает что именно она виновна во всех бедах которые с ними произошли ещё с того момента когда они охотились на неё.
Действия вновь переносятся в момент пролога, когда группа гробовщиков несёт гроб и мемориальные памятки Ви Минг, а сама девушка идёт рядом с ними. Хана находит девушку, но тут же замечает таинственный мужской силуэт с ножом в руках который приближается к девушки и режет ей горло. Хана бежит к девушки на помощь, но девушка впадает в шок, так как таинственный человек убивший Ви Минг оказался, считавшийся в тот момент мёртвым, Глас. Хана спрашивает напарника почему он это сделал, на что бывший военный отвечает, что Ви Минг является виной всех их бед, в том числе и смерти Дика. В это момент Ви Минг встаёт, тем самым становится понятно что она бессмертна. Глас вновь собирается пристрелить обладателя демонических сил, однако Хана сама наводит дуло пистолета на Гласа, тем самым веря что Ви Минг не виновна и что ей нужно помочь. Между напарниками зависает напряжение, из которого они собираются пристрелить друг друга, однако они неожиданно телепортируются в разные места. Хана вновь разделившись с Ви Минг, выбирается из комнаты и находит считавшегося погибшим Дзина. Дзин признаётся, что именно он и есть Им Лао Вонг, также известный как король ада. Им Лао Вонг расскрывает Хане всю правду, что Ви Минг была создана им, из бумаги и сожжена в огне чтобы оживить как и прочих демонов. Король ада планировал воссоздать «ад на земле», поэтому он заключил сделку с Ламом и сделал его богатым, чтобы с помощью способностей Ви Минг и даром наставника Ханы, взять весь мир под свой собственный контроль. Ви Минг просит Хану помочь ей вернутся туда где она была создана, в то время как Глас всё ещё намерен убить Ви Минг, чтобы уничтожить корень зла и покончить со всем этим безумием. Старые напарники вновь берутся за оружие и нацеливают его друг на друга.
Позже игроку даётся выбор одной из трёх концовок. Первые две концовки: сторона Гласа и сторона Ханы, доступны с самого начала. Третья концовка: сторона компромисса, доступна при прохождении на высоком уровне сложности.
Концовка 1: Сторона Гласа. Глас убивает Хану, после чего начинает бой с Ви Минг, которая в свою очередь полностью превращается в демона. После долгих усилий Глас одерживает победу над врагом после чего девушка обращается в бумажное оригами. (Если Глас умрёт, Ви Минг полностью принимает свою демоническую природу и начнёт составлять план по контролю над миром начиная с борделя мадам Чэн.) После тяжёлой битвы и убийства напарницы Глас забирает оригами Ви Минг и покидает развалины борделя.
Концовка 2: Сторона Ханы. Хана убивает Гласа, после чего начинает бой с Ламом, которого Им Лао Вонг превратил в демона. Используя бумажные купюры, Хана сжигает их и тем самым ослабляя мощь Лама.(Если Хана проиграет бой, она окажется под влиянием короля ада. Она будет убивать мирных жителей, чтобы усилить возможности Ви Минг и воссоздать ад на земле.) После победы над Ламом, Хана стреляет в голову Им Лао Вонга и тем самым помогает Ви Минг вернутся на её место возрождения. Выйдя из ада, Хана покидает горящий бордель покойной мадам Чэн и направляется к Рэйн.
Концовка 3: Сторона компромисса. Хана и Глас решают забыть о разногласиях и тем самым объединить усилия, чтобы помочь Ви Минг и одолеть Короля ада. Глас охраняет Ви Минг пока та возвращается к месту своего появления, а Хана тем самым начинает бой с Ламом. Вместе героям удаётся достичь успеха. Перед исчезновение Ви Минг говорит, что все жертвы которые они принесли не будут напрасны, и что она никогда не забудет что они сделали для неё. Им Лао Вонг впадает в ярость после того как Хана разрушила его планы, но в него стреляет Глас, после чего король ада падает в бездну, тем самым вызывая землетрясение. Хана и Глас выбираются из китайского ада обратно к руинам борделя мадам Чэн, где их с радостью встречает воскресший из мёртвых Дик. также Глаз замечает что его рука, которую ему отрубил Лам, восстановилась. Хана этим мотивирует что Ви Минг сдержала обещание и что их усилия не были напрасны. Все три героя вместе покидают руины борделя, идя на встречу к восходу солнца.

## Продолжения
Вслед за игрой последовал приквел Fear Effect 2: Retro Helix, которая показывает, как главные герои встретились в первый раз. Также в 2002 году на E3 был объявлен анонс третьей части серии, Fear Effect Inferno на платформу PlayStation 2, однако в 2003 году разработка игры была отменена, в связи с банкротством Kronos Digital. В 2016 году было объявлено о возрождении Fear Effect компанией Square Enix и французской студией Sushee. Чуть позже игра, выпуск которой планировался в 2017 году на платформы Xbox One, PlayStation 4 и Microsoft Windows, получила заголовок Fear Effect Sedna, но во время выставки Gamescom 2017 было объявлено новое название переиздания Fear Effect Reinvented, а в список целевых платформ попала и Nintendo Switch. Проект Fear Effect Reinvented, разработку которого ведёт Sushee при поддержке польской студии Forever Entertainment (продюсирование, финансирование и маркетинг на Steam) по лицензии от Square Enix, теперь намечен к выпуску на 2018 год.. В 2018 году состоялся выпуск новой части под названием Fear Effect Sedna. В отличие от оригинальной дилогии, которая была сделана на манер классических частей Resident Evil, Sedna представляла собой изометрический экшен. Эта часть получила довольно низкие оценки от профильной прессы и игроков. Игру критиковали за многие аспекты, включая плохой сюжет, ИИ, однообразную и неуклюжую боевую систему и большое количество багов. О Fear Effect Reinvented, которая должна была стать ремейком оригинальной первой части, ничего не было известно вплоть до 2022 года когда на очередном Gamescom был показан короткий трейлер с геймплейными кадрами. В 2023 году некоторые источники сообщили, что Square Enix приняла решение отменить разработку Fear Effect Reinvented, разорвав контракт с Forever Entertainment. Хотя сама компания не делала никаких заявлений по этому поводу, источники полагают, что причиной отмены могла стать масштабная реструктуризация внутри Square Enix, которую та начала после неудовлетворительных результатов продаж Final Fantasy XVI.

## Критика
| Сводный рейтинг | Сводный рейтинг |
| Агрегатор       | Оценка          |
| --------------- | --------------- |
| GameRankings    | 84,89 %         |

Fear Effect получила оценку 84,89 % от GameRankings на основе 31 рецензии от критиков.